# Ги I (Фландрия)
Вижте пояснителната страница за други личности с името Гуидо.
Гуидо I или Ги дьо Дампиер (на френски: Gui de Dampierre, на немски: Guido von Flandern; * ок. 1226, Шампан, Франция; † 7 март 1305, Компиен, Франция) от род Дом Дампиер, е граф на Фландрия (1251 – 1304) и Намюр (1268 – 1297) по време на Битката при Куртре.

## Живот
Той е вторият син на Гийом II дьо Дампиер († 1231), сеньор де Дампиер, и на графиня Маргарета II от Фландрия († 1280), дъщеря на император Балдуин I.
След смъртта на бездетния му по-голям брат Гийом II († 6 юни 1251) в един турнир, Гуидо става заедно с майка си владетел на Фландрия. С нея той се бие против членовете на Дом Авен от първия брак на майка му.
В наследствената война на Фландрия и Хенегау той попада през 1253 г. в плен. Чрез помощта на краля на Франция, Луи IX Свети е освободен през 1256 г.
През 1263 г. той отново владее Графство Намюр. През 1270 г. участва в Седмия кръстоносен поход.
Гуидо се бие за независимостта на Фландрия. Съюзява се с крал Едуард I от Англия и през 1294 г. сгодява една от дъщерите си за принц Едуард II.
При френската инвазия (1297 – 1300) в Графство Фландрия, заради наследствени претенции на крал Филип IV Хубави, той защитава Фландрия. Сина му Роберт III попада в плен и е задържан пет години (1300 – 1305). След договора от Атис сюр Орж (23 юни 1305) той е освободен и поема графството след смъртта на баща му малко преди това.

## Семейство
Първи брак: на 2 февруари 1246 г. с Матилда от Бетюн († 1264), дъщеря на Роберт VII († 1248), сеньор на Бетюн. Двамата имат 8 деца:
- Роберт III (1249 – 1322), граф на Фландрия и Невер
- Вилхелм или Гильом († 1311), сеньор на Денремонт
- Жан († 1292), епископ на Мец (1280 – 1282), и епископ на Лиеж (1282 – 1292)
- Маргарета († 1285), ∞ за херцог Йохан I от Брабант († 1294)
- Балдуин († 1296)
- Мария († 1297), 1. ∞ за Вилхелм от Юлих († 1278); 2. ∞ за Симон II сеньор де Шато-Вилен († 1305)
- Беатриса († 1296), ∞ за граф Флоренс V от Холандия († 1296)
- Филип († 1308), граф ди Теано

Втори брак: май 1264 г. с Изабела Люксембургска († 1298), дъщеря на граф Хайнрих V от Люксембург († 1281). Двамата имат 8 деца:
- Маргарета († 1331), 1. ∞ за принц Александър Шотландски († 1283); 2. ∞ за граф Райналд I от Гелдерн († 1326)
- Жана († 1296), монахиня във Флине
- Беатриса († sl. 1307), ∞ за Юг II дьо Шатийон († 1307), граф на Блоа
- Жан I († 1330), граф на Намюр
- Гуидо († 1311, Павия), граф на Зеландия
- Хайнрих († 1337), граф на Лоди, ∞ Маргарета от Клеве, дъщеря на Дитрих VIII, граф на Клеве
- Изабела († 1323), ∞ за Жан I от Фиенес
- Филипина († 1304), 1296 сгодена с принца на Уелс, по-късно крал Едуард II от Англия